# Harry’s Law/Episodenliste
Diese Episodenliste enthält alle Episoden der US-amerikanischen Fernsehserie Harry’s Law in der Reihenfolge ihrer Erstausstrahlung. Zwischen 2010 und 2012 entstanden in 2 Staffeln insgesamt 34 Episoden mit einer Länge von jeweils ca. 42 Minuten.

## Übersicht
| Staffel | Episodenanzahl | Erstausstrahlung USA | Erstausstrahlung USA | Deutschsprachige Erstausstrahlung | Deutschsprachige Erstausstrahlung |
| Staffel | Episodenanzahl | Staffelpremiere      | Staffelfinale        | Staffelpremiere                   | Staffelfinale                     |
| ------- | -------------- | -------------------- | -------------------- | --------------------------------- | --------------------------------- |
| 1       | 12             | 17. Januar 2011      | 4. April 2011        | 5. Juli 2012                      | 20. September 2012                |
| 2       | 22             | 21. September 2011   | 27. Mai 2012         | 27. September 2012                | 12. Oktober 2013                  |

## Staffel 1
Die Erstausstrahlung der ersten Staffel war vom 17. Januar bis zum 4. April 2011 auf dem US-amerikanischen Sender NBC zu sehen. Die deutschsprachige Erstausstrahlung sendete der deutsche Free-TV-Sender Sat.1 vom 5. Juli bis zum 20. September 2012.
| Nr. (ges.) | Nr. (St.) | Deutscher Titel           | Originaltitel           | Erstausstrahlung USA | Deutschsprachige Erstausstrahlung (D) | Regie            | Drehbuch                              |
| --- | --------- | ------------------------- | ----------------------- | -------------------- | ------------------------------------- | ---------------- | ------------------------------------- |
| 1 | 1         | Der Schuh des Gesetzes    | Pilot                   | 17. Jan. 2011        | 5. Juli 2012                          | Bill D’Elia      | David E. Kelley                       |
| Harriet Korn eröffnet in einem verlassenen Schuhgeschäft eine neue Anwaltskanzlei, nachdem sie in einer anderen Kanzlei gefeuert wurde. Der junge Anwalt Adam Branch fährt Harry mit dem Auto an und entschließt sich aus einer Laune heraus bei Harrys Kanzlei mit einzusteigen. |           |                           |                         |                      |                                       |                  |                                       |
| 2 | 2         | In der Hitze des Gefechts | Heat of Passion         | 24. Jan. 2011        | 12. Juli 2012                         | Bill D’Elia      | David E. Kelley                       |
| Die 87-jährige Anna Nicholson hat aus Hunger einen Spirituosenladen überfallen. Und die Wäscherei Fung Laos betreibt die Ein-Kind-Politik und kündigt einer schwangeren Angestellten, welche ihr zweites Kind erwartet. Adam verteidigt ihn kostenlos, da er ein Auge auf dessen hübsche Tochter Chunhua geworfen hat. |           |                           |                         |                      |                                       |                  |                                       |
| 3 | 3         | Der Unschuldige           | Innocent Man            | 31. Jan. 2011        | 19. Juli 2012                         | Stephen Cragg    | David E. Kelley                       |
| Aufgrund einer Falschaussage sitzt Jeffrey Rollins seit 25 Jahren unschuldig im Gefängnis. Morgen kommt er vor den Bewährungsausschuss und wird freikommen, wenn er nur endlich die Tat zugibt. Doch der Ausschuss spielt nach seinen eigenen Regeln. |           |                           |                         |                      |                                       |                  |                                       |
| 4 | 4         | Die Mühlen der Justiz     | Wheels of Justice       | 7. Feb. 2011         | 26. Juli 2012                         | Jeff Bleckner    | David E. Kelley                       |
| Tommy Jefferson versucht alles, um im Fast-Food-Ketten-Prozess einen Vergleich für seine Mandantin zu erwirken. Malcolm, abgestellt von Harry, assistiert ihm dabei. Wenn er gewinnt, springt auch für die Kanzlei ein erheblicher Lohn heraus. Chunhua wird von Carl überfallen, der sie misshandelt und versucht, sie zu vergewaltigen. Da er aber Informationen über den Mörder von Stadtrat Gallagher hat, versucht Staatsanwältin Kepler ihn bedeckt zu halten, um den Mörder zu überführen ... |           |                           |                         |                      |                                       |                  |                                       |
| 5 | 5         | Ein Tag im Leben          | A Day in the Life       | 14. Feb. 2011        | 2. Aug. 2012                          | Jonathan Pontell | David E. Kelley & Christopher Ambrose |
| Harry wird ein Berufsverbot erteilt, da sie dem Gericht gegenüber nicht kooperativ war. Malcom ermittelt für die Polizei undercover als Drogendealer, um einer Festnahme zu entgehen. |           |                           |                         |                      |                                       |                  |                                       |
| 6 | 6         | Bandenkrieg               | Bangers in the House    | 21. Feb. 2011        | 9. Aug. 2012                          | Mike Listo       | David E. Kelley & Lawrence Broch      |
| Zwei Gangs liegen im Clinch: Ein Bandenmitglied hat die Ex-Freundin eines Mitglieds der rivalisierenden Bande “gedatet” – der Ehrenkodex wurde verletzt. Zunächst versucht Harry zwischen beiden Lagern zu vermitteln, doch dann übernimmt Malcolm. Währenddessen vertritt Tommy den entlassenen Rentner Gerald gegen seinen Arbeitgeber, vertreten durch Rachel. Tommy akzeptiert den angebotenen Deal nicht. Nun muss die Jury über Geralds Entlassung und die Entschädigungssumme befinden.       |           |                           |                         |                      |                                       |                  |                                       |
| 7 | 7         | Träume von Amerika        | American Dreams         | 28. Feb. 2011        | 16. Aug. 2012                         | Steve Robin      | Lawrence Broch & David E. Kelley      |
| Tommy Jefferson bittet Harry um Unterstützung. Vier Albinos aus Tansania werden in ihrem Land wegen ihrer genetischen Störung gejagt und bitten um Asyl. Jennas Auto wird gestohlen und später von Denise, der Schwester des Diebes, zurückgegeben. Doch Denise hat nicht nur Gutes im Sinn. Auch kriselt es zwischen Jenna und Harry, da Harry verletzende Bemerkungen über Jenna geäußert hat. |           |                           |                         |                      |                                       |                  |                                       |
| 8 | 8         | In the Ghetto             | In the Ghetto           | 7. März 2011         | 23. Aug. 2012                         | Arlene Sanford   | David E. Kelley & Susan Dickes        |
| Adam ist gerade mit Lewis, einem ehemaligen Gangmitglied, zusammen, als dieser auf offener Straße niedergeschossen wird. Nur eine Lebertransplantation könnte ihm das Leben retten. Doch der einzige Spender ist ein gesuchter Polizistenmörder. Derweil will die Staatsanwältin den 16-jährigen Willie Blue anklagen, weil er unautorisiert ärztliche Sofortmaßnahmen am Tatort ausübte. |           |                           |                         |                      |                                       |                  |                                       |
| 9 | 9         | Zerbrechliche Wesen       | The Fragile Beast       | 14. März 2011        | 30. Aug. 2012                         | Tom Verica       | David E. Kelley & Susan Dickes        |
| Ein Kriegsveteran hält seine Frau im Keller gefangen. Miguel, ein Freund der Familie, bittet Harry um Unterstützung, da er aufgrund seines Status als illegaler Einwanderer nicht zur Polizei gehen kann. Erschwerend kommt hinzu, die eingesperrte Frau im Keller ist ebenfalls illegal im Land und zudem Miguels Geliebte. |           |                           |                         |                      |                                       |                  |                                       |
| 10 | 10        | Vorhang auf               | Send in the Clowns      | 21. März 2011        | 6. Sep. 2012                          | Michael Pressman | David E. Kelley                       |
| Harry hilft Marty Slumach, einem alten Freund, bei der Verteidigung eines bewaffneten Räubers. Harry tut sich aber schwer damit, da sie die Unschuld der Mandanten anzweifelt. Eine Drag Queen hat ein Verhältnis mit ihrem Arbeitgeber. Als dessen Frau dies herausfindet, wird sie gefeuert. Adam steht ihr zur Seite. |           |                           |                         |                      |                                       |                  |                                       |
| 11 | 11        | Wer solche Freunde hat    | With Friends Like These | 28. März 2011        | 13. Sep. 2012                         | Bill D’Elia      | David E. Kelley                       |
| Ein alter Kollege von Harry, Lou Drummond, hat seinen besten Freund und Geschäftspartner erschossen. Obwohl die Beweislage eindeutig ist, wird er von der Jury freigesprochen. Daraufhin hat der Staatsanwalt Josh Peyton einen Ausraster und landet wegen Missachtung des Gerichts in der Arrestzelle. |           |                           |                         |                      |                                       |                  |                                       |
| 12 | 12        | Der letzte Tanz           | Last Dance              | 4. Apr. 2011         | 20. Sep. 2012                         | Mike Listo       | David E. Kelley & Christopher Ambrose |
| Josh Peyton muss zudem wegen Einbruch und Körperverletzung vor Gericht. Hier kommt es zu einem erneuten Nervenzusammenbruch seinerseits. Der zum Tode verurteilte Brian Jones hat aufgrund eines Verwaltungsfehlers den Antragstermin zu seiner 2. Berufung verpasst. Adam schließt sich mit seiner Ex-Freundin Rachael zusammen, um in dieser schwierigen Sache eine große Kanzlei im Rücken zu haben.                                                                                              |           |                           |                         |                      |                                       |                  |                                       |

## Staffel 2
Die Erstausstrahlung der zweiten und letzten Staffel war vom 21. September 2011 bis zum 27. Mai 2012 auf dem US-amerikanischen Sender NBC zu sehen. Die deutschsprachige Erstausstrahlung der ersten drei Episoden sendete der deutsche Free-TV-Sender Sat.1 vom 27. September bis zum 11. Oktober 2012. Die restlichen Episoden werden seit dem 7. Juni 2013 bei Kabel eins erstausgestrahlt.
| Nr. (ges.) | Nr. (St.) | Deutscher Titel         | Originaltitel           | Erstausstrahlung USA | Deutschsprachige Erstausstrahlung (D) | Regie             | Drehbuch                                                               |
| --- | --------- | ----------------------- | ----------------------- | -------------------- | ------------------------------------- | ----------------- | ---------------------------------------------------------------------- |
| 13 | 1         | Hosanna Roseanna        | Hosanna Roseanna        | 21. Sep. 2011        | 27. Sep. 2012                         | Bill D’Elia       | David E. Kelley                                                        |
| Über dem Schuhgeschäft ist ein größeres Büro frei geworden, in dem Harry jetzt ihre Kanzlei hat. In ihrer neuen Kanzlei trifft sie einen alten Kollegen namens Oliver Richard. Er bittet sie, die Verteidigung von Eric Sanders zu übernehmen, der wegen Mordes vor Gericht steht. Harry willigt schließlich ein und kann Sanders auf Kaution frei bekommen. |           |                         |                         |                      |                                       |                   |                                                                        |
| 14 | 2         | Blut wird fließen       | There Will Be Blood     | 28. Sep. 2011        | 4. Okt. 2012                          | Bill D’Elia       | David E. Kelley                                                        |
| Die Vorbereitungen auf den Mordprozess gegen Eric Sanders laufen auf Hochtouren. Die Staatsanwältin Roseanna Remmick unternimmt alles, damit Harry keinen Erfolg vor Gericht hat. Mittlerweile hat sie eine erneute Hausdurchsuchung bei Sanders angeordnet. |           |                         |                         |                      |                                       |                   |                                                                        |
| 15 | 3         | Die Sünden der Väter    | Sins of the Father      | 5. Okt. 2011         | 11. Okt. 2012                         | Mike Listo        | David E. Kelley                                                        |
| Die Hauptverhandlung im Mordfall Sanders läuft. Während der Verhandlung werden zahlreiche Experten der Forensik befragt und andere Zeugen ins Kreuzverhör genommen. Wegen illegaler Methoden von Seiten der Staatsanwaltschaft wird der Prozess schließlich abgebrochen: Sanders ist frei und darf gehen. Zum Schluss bekommt Harry mit, dass Sanders definitiv nicht der Mörder seiner Frau war. |           |                         |                         |                      |                                       |                   |                                                                        |
| 16 | 4         | Mobbing                 | Queen of Snark          | 12. Okt. 2011        | 7. Juni 2013                          | Paul McCrane      | David E. Kelley                                                        |
| Harry übernimmt den Fall eines jungen Mädchens, das angeklagt ist eine Mitschülerin durch Mobbing in den Tod getrieben zu haben. Unterstützt wird sie dabei von Oliver Richard, der offiziell als neuer Partner in die Kanzlei einsteigt. Am Ende wird das Mädchen freigesprochen, da auch Harry mit einem Schlussplädoyer die Jury davon überzeugen kann, dass auch die gesamte Gesellschaft daran schuldig ist, dass Mobbing Menschen in den Tod treibt. Am Ende der Folge verlässt Jenna das Team, um einen Job in der Schuhbranche in New York anzutreten. |           |                         |                         |                      |                                       |                   |                                                                        |
| 17 | 5         | Abgründe                | Bad to Worse            | 19. Okt. 2011        | 14. Juni 2013                         | Thomas Carter     | David E. Kelley                                                        |
| 18 | 6         | Das Rückspiel           | The Rematch             | 2. Nov. 2011         | 22. Juni 2013                         | Michael Katleman  | David E. Kelley, Amanda Johns & Susan Dickes                           |
| 19 | 7         | Die Wachteljagd         | American Girl           | 9. Nov. 2011         | 29. Juni 2013                         | Ron Underwood     | David E. Kelley & Lawrence Broch                                       |
| Harry wird von einem Kleinstadt-Sheriff für die Verletzung der in der Stadt geltenden Regel Buy American strafrechtlich verfolgt. |           |                         |                         |                      |                                       |                   |                                                                        |
| 20 | 8         | Unzurechnungsfähig      | Insanity                | 16. Nov. 2011        | 6. Juli 2013                          | Arlene Sanford    | Devon Greggory & Lawrence Broch                                        |
| 21 | 9         | Kopf oder Zahl          | Head Games              | 30. Nov. 2011        | 13. Juli 2013                         | Stephen Cragg     | David E. Kelley                                                        |
| 22 | 10        | Purple Hearts           | Purple Hearts           | 7. Dez. 2011         | 20. Juli 2013                         | Gil Junger        | Christopher Ambrose & Lawrence Broch                                   |
| 23 | 11        | Gorilla meiner Träume   | Gorilla My Dreams       | 11. Jan. 2012        | 27. Juli 2013                         | Bill D’Elia       | David E. Kelley & Amanda Johns                                         |
| 24 | 12        | Organhandel             | New Kidney on the Block | 18. Jan. 2012        | 3. Aug. 2013                          | Mike Listo        | David E. Kelley & Susan Dickes                                         |
| 25 | 13        | Wenn die Liebe endet    | After the Lovin’        | 11. März 2012        | 10. Aug. 2013                         | Bill D’Elia       | David E. Kelley                                                        |
| 26 | 14        | Angst und Schrecken     | Les Horribles           | 18. März 2012        | 17. Aug. 2013                         | Mike Listo        | David E. Kelley                                                        |
| 27 | 15        | Unter Kontrolle         | Search and Seize        | 25. März 2012        | 24. Aug. 2013                         | Jonathan Pontell  | Lawrence Broch, Christopher Ambrose & David E. Kelley                  |
| 28 | 16        | Wer lügt am besten?     | The Lying Game          | 8. Apr. 2012         | 31. Aug. 2013                         | Tom Verica        | David E. Kelley                                                        |
| 29 | 17        | Doppelsieg              | The Contest             | 15. Apr. 2012        | 7. Sep. 2013                          | Mike Listo        | David E. Kelley & Amanda Johns                                         |
| 30 | 18        | Belastungsgrenzen       | Breaking Points         | 22. Apr. 2012        | 14. Sep. 2013                         | Jim Hayman        | Lawrence Broch & Susan Dickes                                          |
| 31 | 19        | Der Massenprozess       | And the Band Played On  | 29. Apr. 2012        | 21. Sep. 2013                         | Millicent Shelton | Christopher Ambrose, Devon Greggory & David E. Kelley                  |
| 32 | 20        | Klassenkampf            | Class War               | 6. Mai 2012          | 28. Sep. 2013                         | Howard Deutch     | Handlung: Philippe Benard Schauspiel: Lawrence Broch                   |
| Malcolm kehrt in die Kanzlei zurück und bittet Harry, den Fall eines Freundes zu prüfen, der wegen Mordes verurteilt wurde. Er soll einen Polizisten getötet haben. Im Gerichtssaal erläutert der bereits Verurteilte das Geschehene aus seiner Sicht. Jedoch gibt der Richter keiner Wiederaufnahme statt. |           |                         |                         |                      |                                       |                   |                                                                        |
| 33 | 21        | Nichts als die Wahrheit | The Whole Truth         | 13. Mai 2012         | 5. Okt. 2013                          | Ron Underwood     | Amanda Johns & David E. Kelley                                         |
| Nach einem Urteilsspruch werden Harry, Adam und der Angeklagte im Gerichtssaal mit einer Waffe bedroht. Der Angeklagte wurde des Mordes und der Vergewaltigung unschuldig gesprochen. Der Vater des Opfers kann dies nicht fassen und fordert eine neue Verhandlung unter Zwang. |           |                         |                         |                      |                                       |                   |                                                                        |
| 34 | 22        | Auf und davon           | Onward and Upward       | 27. Mai 2012         | 12. Okt. 2013                         | Mike Listo        | Handlung: David E. Kelley & Devon Greggory Schauspiel: David E. Kelley |